# Brittnau
Brittnau is een gemeente en plaats in het Zwitserse kanton Aargau en maakt deel uit van het district Zofingen.
Brittnau telt 3.782 inwoners.